# Pseudomertensia elongata
Pseudomertensia elongata là loài thực vật có hoa trong họ Mồ hôi. Loài này được (Decne.) Riedl miêu tả khoa học đầu tiên năm 1967.